# Zvonko Radnic
Zvonko Radnic (dit Zombie), né le 8 mai 1968 à Donje Luge (Monténégro), est un joueur de pétanque français d'origine monténégrine.

## Biographie
Né au Monténégro à Donje Luge en 1968. Il arrive au début des années 1970 en France à Autun (Saône-et-Loire). Il obtient la nationalité française en 1997.
Il obtient son premier grand titre en 1993 en doublette avec Pascal Milei au Championnat de France. En 1997, il finit vice-champion du monde avec Pascal Milei et Michel Briand en triplette. En 1999 il décroche en doublette mixte avec Nathalie Gelin un nouveau titre de Champion de France . Il gagnera également ce titre de Champion de France (doublette mixte) en 2009 avec Angélique Papon. Il obtient son premier titre international en 2013 avec un Championnat d'Europe en triplette avec Kévin Malbec, Jean Feltain et Dylan Rocher.
Au Championnat de France il finira également 6 fois demi-finaliste. Et compte aussi 36 participations au France.

## Style de jeu
Droitier, Zvonko "Zombie" Radnic est très adroit en pointage.

## Clubs
- 1979-1991 : Amis de la pétanque Autunoise (Saône-et-Loire)
- 1992-2003 : Pétanque Mâconnaise (Saône-et-Loire)
- 2004-2007 : l’Élite Club Ambert (Puy-de-Dôme)
- 2008-2009 : Joyeux Cochonnet Cournonnais (Puy-de-Dôme)
- 2010-2016 : APL Firminy (Loire)
- 2017 : Amis de la pétanque Autunoise (Saône-et-Loire)
- 2018 : APL Firminy (Loire)
- 2019 : Pétanque envol Andrézieux (Loire)
- 2020- : Pétanque Arlancoise (Puy-de-Dôme)

## Palmarès[2],[4]

### Championnats du Monde
Finaliste
- Triplette 1997 (avec Michel Briand et Pascal Milei) :  Équipe de France 2

Troisième
- Triplette 2008 (avec Michel Loy, Stéphane Robineau et Pascal Milei) :  Équipe de France

### Jeux mondiaux
Troisième
- Triplette 1997 (avec Michel Loy et Michel Briand) :  Équipe de France

### Championnats d'Europe
Champion d'Europe
- Triplette 2013 (avec Kévin Malbec, Dylan Rocher et Jean Feltain) :  Équipe de France

### Championnats de France
Champion de France
- Doublette 1993 (avec Pascal Milei) : Pétanque Mâconnaise
- Doublette mixte 1999 (avec Nathalie Gelin) : Pétanque Mâconnaise
- Doublette mixte 2009 (avec Angélique Colombet) : Joyeux Cochonnet Cournonnais

### Coupe de France des clubs
Finaliste
- 2006 : Élite Ambert
- 2007 : Élite Ambert

Vainqueur :
Coupe de France 2022 : Pétanque Arlancoise

### Masters de pétanque
Vainqueur
- 2005 (avec Christian Fazzino, Jean-Marc Foyot et Pascal Milei) : Equipe Fazzino
- 2009 (avec Maison Durk, Jean-Michel Puccinelli et Bruno Le Boursicaud) : Equipe Radnic

Finaliste
- 2010 (avec Jean-Michel Puccinelli, Maison Durk et Bruno Le Boursicaud) : Equipe Radnic (Wild-Card)

### Trophée des villes
Finaliste
- 2005 : Clermont-Ferrand
- 2014 : Saint-Etienne

### Millau

#### Mondial de Millau (1993-2002)
Vainqueur
- Doublette 2001 (avec Castellan)

Finaliste
- Tête à Tête 1997

##### Mondial à pétanque de Millau (2003-2015)
Finaliste
- Doublette 2006 (avec Jean-Michel Puccinelli)

### Autres compétitions

#### Bol d'Or de Genève
Vainqueur
- 2004
- 2005
- 2006

## Famille
Son plus jeune frère Vesko a été joueur de basket-ball au CS Autun notamment en Nationale 1 (3e division nationale) du début des années 2000 au milieu de ces mêmes années. Son neveu Dimitri est également joueur de basket-ball professionnel.

## Anecdote
En plus d'avoir reçu la médaille de la ville d'Autun, cette dernière a baptisé une esplanade (à côté du Boulodrome Garibaldi) à son nom dans le quartier où il a grandi.